# Pachystomias microdon
Pachystomias microdon – gatunek głębinowej ryby z rodziny wężorowatych (Stomiidae), jedyny przedstawiciel rodzaju Pachystomias. Występuje we wschodnim Atlantyku, zachodnim Atlantyku (od 40° N do 13° N), także w Oceanie Indyjskim i Spokojnym. Notowany z Morza Południowochińskiego. Gatunek batypelagiczny, spotykany na głębokościach 660–4000 m p.p.m.